# Dục Đức
L'empereur du Annam Dục Đức (育德帝 en caractères anciens), (23 février 1852 – 6 octobre 1883), (né : Nguyễn Phúc Ưng Ái), est le 5e souverain de la dynastie des Nguyễn. 

## Règne
À la mort de Tự Đức en 1883, l'intégralité du Viêt Nam est colonisé et a été incorporé à l'Indochine française avec le Laos et le Cambodge. Avant sa mort, l'empereur nomme son neveu Kiến Phúc comme successeur, plutôt que l'aîné de ses héritiers Dục Đức, dont il écrit dans son testament qu'il est dépravé et ne mérite pas de régner sur le pays. Sous la pression des femmes de la cour, les régents Tôn Thất Thuyết et Nguyễn Văn Tường donnent quand même le trône à Dục Đức,.
Il règne trois jours du 20 au 23 juillet 1883.
Thuyết fait déposer et exécuter Dục Đức, qui n'a pas suivi l'étiquette de la cour, a ignoré les rites de deuil et a eu des relations sexuelles avec les épouses de l'empereur mort. Phan Đình Phùng critique à nouveau les actions des régents et est brièvement emprisonné, puis envoyé en exil à sa province natale.

## Postérité
L'un de ses fils, Thành Thái, est plus tard empereur de 1899 à 1907. Son petit fils Duy Tân sera empereur de 1907 à 1916.